# 이은미 (1987년)
이은미(1987년 1월 17일 ~ 2011년 6월 19일)는 2011년에 해체된 여성 트로트 그룹 아이리스의 전 멤버이다.

## 생애
2000년 iTV 경인방송의 음악 경연 프로그램 《열전! 가수왕》에서 대상을 받아 알려졌고, 2005년 여성 트로트 그룹 아이리스의 멤버로 데뷔해 1집 싱글 앨범 "Message Of Love"를 발표하며 활동했으나, 2011년 6월 19일 전 남자친구에게 피살되어 사망했다.

## 사망
2011년 6월 19일 새벽 2시 15분 경기도 시흥시 정왕동의 한 아파트 단지 인근에서 중고차 매매 딜러인 전 남자친구 조 모 씨에게 무려 65차례에 걸쳐 흉기에 찔려 피살된 채 발견되었다.
범인은 살인 사건이 있었던 다음 날 새벽 3시 고속도로 휴게소에서 체포됐으며, 곧바로 범행을 자백하였다. 범인의 살해 동기는 결혼까지 약속한 상태에서 이은미가 이별을 통보한 것에 대해 앙심을 품고 이 같은 짓을 저질렀던 것으로 알려져 네티즌들의 공분을 샀고, 사망 직전 아파트에서 이은미가 살해범의 손에 끌려 나가는 CCTV 화면이 공개돼 안타까움을 더했다. 살해범은 징역 20년이 구형되었으나, 2011년 12월 19일 2심에서 감형되어 징역 17년이 선고되었다. 결국 아이리스의 리더였던 이은미의 죽음을 계기로 아이리스는 끝내 해체되고 말았으며, 고인의 유해는 경기도 용인시 처인구 백암면 옥산리 907-1 소재의 동화추모공원에 안치되었다.